# Ernst Troeltsch
Ernst Troeltsch (Augsburg-Haunstetten, 1865. február 17. – Berlin, 1923. február 1. ) német evangélikus teológus, vallásfilozófus és történetfilozófus, az 1914 előtti Németország nagy hatású gondolkodója.
Munkásságának hatását tekintve ő volt a legjelentősebb evangélikus teológus Friedrich Schleiermacher (1768 –1834) óta. A 20. század elején a német protestáns teológia központi alakjaként tartós hatást gyakorolt a filozófiára, a vallásra, a szociológiára és a történelemtudományra.

## Életpályája
Egyetemi tanulmányait Augsburgban, Erlangenben, Berlinben és Göttingenben végezte. Göttingenben magántanárként működött 1891-ben. 1892-ben a bonni egyetemen lett a szisztematikus teológia kinevezett professzora, majd 1894-től Heidelbergi Egyetemé. 1912-ben a Porosz Tudományos Akadémia levelező tagja lett. 1914-től a berlini egyetemen filozófia professzor volt. 1919-től párhuzamosan tagja volt a Porosz Nemzetgyűlésnek (DDP) és a kultuszminisztériumban államtitkári feladatokat is ellátott. A berlini Invalidenfriedhofban helyezték örök nyugalomra.

## Műve
Troeltsch protestáns teológusként írta első műveit. Átfogó kultúrelméleti művei a modern történet-kritikai teológia kérdésfelvetéseiből fejlődtek ki. Az újkor eszmetörténeti fordulataival lépést tartani kívánó teológia keresztény alapjait újra kellett gondolnia. Troeltsch a keresztény hagyományt megnyitotta a kritikus gondolkodás számára, anélkül, hogy dogmatikus határokat állított volna fel. Műveire az a meggyőződés jellemző, hogy a kereszténység az európai és amerikai kultúra számára mással össze nem hasonlítható módon képes szavatolni az egyén szabadságát, s megóvni a modern szabadságot fenyegető tendenciáitól. 
A protestantizmus jelentőségéről a modern világ keletkezésében úgy vélekedett, hogy a keresztény egyházak és közösségek sajátos szociáletikája játszotta a legnagyobb szerepet. A századforduló modern világának krízisei közül számára a célracionális technika, a kapitalista gazdaságtan és politika bürokratizáltsága jelentették az egyén szabadságát leginkább veszélyeztető faktorokat. Bár tudomásul vette, hogy a modern pluralizálódása feltartóztathatatlan, legtöbb művében hangsúlyozta, hogy az egymással versengő világnézeteknek alapvető etikai közmeggyőződésekre van szükségük, hogy az egyén szabadsága és a politikai rend ne váljon önkényessé. 
A historizmus problematikájáról szóló számos művében az etikai normák individualizálódó egyetemes története és érvénysülésük természetjogi problematikája között próbált közvetíteni és modern kultúraszintézist megfogalmazni. Ezzel az igyekezetével jelentősen hozzájárult a weimari parlamenti demokrácia szellemi megalapozásához.

## Három osztatú vallási intézménytipológia
A vallásszociológiában közismert, hogy Max Weber a vallási intézményeket két csoportra osztotta, egyházra és szektára. Kortársa, Ernst Troeltsch, ezt a felosztás a maga gondolati terébe transzformálva trichotomikussá, hármas osztatúvá alakította, kiegészítvén a misztika illetve miszticizmus típusával. A két nagy szerző tipológiája inkább csupán formai szempontból egyezik, tartalmukat tekintve jelentős különbségek tűnnek elő. Mindenekelőtt Troeltsch egy teológiai problémát próbált orvosolni szociológiai eszközökkel, míg Weber kifejezetten társadalomtudományi kérdést tett fel, nevezetesen azt, mivel magyarázható az aszketikus protestantizmus kiemelkedő hatása az európai társadalomfejlődésre, és ez hogyan függ össze a kapitalizmus racionalitásaival. Troeltsch két jelentős ponton tért el Weber alapállásától: a szervezeti típusok helyett magatartási típusokról beszélt, másrészt a beilleszkedés (accomodation) és kompromisszum  (compromise) fogalmának kidolgozásával.
Troeltsch harmadik típusáról tehát összefoglalólag megállapíthatjuk, hogy olyan vallásossági dimenzióról van szó, amelynek legfőbb jellemzői a radikális individualizmus, az entuziazmus; a történelemmel és vallási intézményekkel szembeni közömbösség, sőt akár szembenállás; társadalmi formációja a mediatizált kommunikáció bázisán alkotott virtuális közösség. A vallás doktrinális dimenziója tekintetében a misztika típusa keresztény alapú, de a tanbeli normatívákat az átélés alapján relativizálja, inkább protestáns és semmiképpen nem katolikus. Etikai illetve morális vonatkozásban nem kapcsolódik felekezeti előírásrendszerhez, a cselekvést meghatározó döntéseket érzelmi-lelki belátások, indíttatások, gerjedelmek inspirációjára hozza meg.

## Legfontosabb művei
- Die Trennung von Staat und Kirche (1906)
- Systematische christliche Religion (Berlin; Leipzig: B.G. Teubner, 1909)
- (1911): Die Bedeutung des Protestantismus für die Entstehung der modernen Welt. München und Berlin: R. Oldenbourg
- (1912): Die Absolutheit des Christentums und die Religionsgeschichte. Tübingen: Mohr
- (1922): Die Sozialphilosophie des Christentums. Zürich: Verlag Seldwyla
- (1956): The social teaching of the Christian churches. London, New York: Allen & Unwin; Macmillan
- (1957): Christian thought, its history and application. New York: Meridian Books
- (1966): Der Historismus und seine Überwindung. Aalen: Scientia-Verlag
- (1998): Kritische Gesamtausgabe / Ernst Troeltsch ; im Auftrag der Heidelberger Akad. d. Wiss. hrsg. von Friedrich Wilhelm Graf … [et al.]. Berlin: De Gruyter

### Magyarul
- A protestantizmus jelentősége a modern világ kialakulásában. A protestáns paradigma; szerk. Máté-Tóth András, ford. Németh Attila; Magyar Vallástudományi Társaság–Barankovics Alapítvány, Budapest, 2017 (Vallástudományi könyvtár)

- Tavaszy Sándor: A vallásfilozófia mai alapkérdései különös tekintettel Troeltsch vallásfilozófiájára. Református Szle. 1912 548-557, 564-566, 580-583.
- Ernst Troeltsch, Die Dynamik der Geschichte. (Ford. Thienemann Tivadar) Társadalomtudomány, 1921. 621-624
- Hatos Pál, Történelem és teológia kereszteződésében. Ernst Troeltsch reneszánsza. Protestáns szle. 4. 1995. 1. 74-77.
- Joó Tibor, A történetfilozófia feladata és Ernst Troeltsch elmélete. Szeged, 1931
- Koszó János, Troeltsch Ernő. Athenaeum, 1923 1-3 63-69
- Máté-Tóth András: Troeltsch misztikája. Erdélyi Társadalom, 2008/1